# Shūr Tang
Shūr Tang (persiska: شور تنگ) är en ort i Iran.   Den ligger i provinsen Khuzestan, i den centrala delen av landet, 500 km söder om huvudstaden Teheran. Shūr Tang ligger 729 meter över havet och antalet invånare är 103.
Terrängen runt Shūr Tang är huvudsakligen kuperad, men den allra närmaste omgivningen är platt. Shūr Tang ligger nere i en dal.Runt Shūr Tang är det ganska tätbefolkat, med 60 invånare per kvadratkilometer. Närmaste större samhälle är Kalleh Ẕarb, 10,9 km norr om Shūr Tang. Omgivningarna runt Shūr Tang är i huvudsak ett öppet busklandskap.